# Шайбле, Александр Яковлевич
Александр Яковлевич Шайбле (18 января 1878, Аккерман, Аккерманский уезд, Бессарабская губерния — декабрь 1919, Одесса) — российский генерал-майор, а позже — генерал-хорунжий Армии УНР.

## Биография
Родился в семье немецкого колониста. Окончил Кишинёвское реальное училище, затем в сентябре 1898 вступил в службу. В 1900 окончил Киевское военное училище. Из училища выпущен подпоручиком (09.08.1900).

## Служба вроссийской императорской армии
Служил во Софийском 2-м пехотном полку. В 1907 окончил Николаевскую академию Генерального штаба в Санкт-Петербурге. Штабс-капитан (07.05.1907).
После цензового командования ротой в 6-м гренадерском Таврическом полку (06.11.1907-07.11.1909), получил назначение на должность старшего адъютанта штаба 8-й Сибирской стрелковой дивизии, позже служил старшим офицером для поручений штаба 3-го Сибирского армейского корпуса.
Накануне Первой мировой войны — старший адъютант штаба Иркутского военного округа. В 1913 получил чин подполковника.
В годы Великой войны 1914—1918 служил на Юго-Западном фронте, с 22.06.1915-после 03.01.1917 — начальник штаба 60-й пехотной дивизии, подполковник (с 06.12.1915 — полковник).
В 1917 — командир 315-го пехотного Глуховского полка 79-й пехотной дивизии. С осени 1917 — генерал-майор, и. д. командующего 23-го армейского корпуса.

## Служба вармии УНР
После революции и провозглашения независимости Украинской Народной Республики вступил добровольцем в украинскую армию.
В феврале-апреле 1918 — старши́на Главного управления Генерального штаба УНР. В 1918 — член комитета по организации украинской армии Военного министерства УНР. Генерал-хорунжий.
После свержения гетмана П. Скоропадского, ликвидации Украинской державы и восстановления Украинской Народной Республики — член Военно-научного комитета, Комиссии по образованию военных школ и академий.
Начальник 2-го генерал-квартирмейстерства штаба армии УНР (с 21.01.1919). Начальник ГУГШ армии УНР (с 02.1919). С февраля 1919 — начальник Главного управления Генерального штаба Армии УНР.
В 1919 входил в состав Ставки Главного Атамана С. Петлюры, начальник второго квартирмейстерства Генерального штаба Армии УНР.
Один из авторов одобренного в июне 1918 Советом Министров Украинской Державы Закона про старшинские ранги.
По его инициативе были восстановлены отмененные Центральной Радой и Директорией УНР старшинские ранги, в частности, введены звания генералов.
Инициировал создание в дивизиях аттестационных комиссий, на которые было возложено рассмотрение вопросов о повышении старшин в ранге.
В ноябре 1919 прибыл в Одессу, где заболел брюшным тифом и умер в городской больнице. 23 декабря 1919 был похоронен на войсковом участке Нового кладбища.

## Награды
- орден Святого Станислава 3-й степени (1909)
- орден Святой Анны 3-й степени (1912)
- орден Святого Станислава 2-й степени (1914)
- орден Святой Анны 2-й степени (1915)
- мечи к ордену Св. Анны 2-й ст. (11.01.1916)
- мечи к ордену Св. Станислава 2-й ст. (03.09.1916).